# Archidiecezja Nassau
Archidiecezja Nassau (łac.: Archidioecesis Nassaviensis, ang.: Archdiocese of Nassau) – katolicka archidiecezja karaibska położona w północnej części tego amerykańskiego terytorium. Obejmuje swoim zasięgiem: Bahamy. Siedziba arcybiskupa znajduje się w katedrze św. Franciszka Ksawerego w Nassau.

## Historia
Początki archidiecezji Nassau związane są z kolonizacją Bahamów przez Anglików. Terytorium to wchodziło od XIX w. w skład diecezji, a następnie archidiecezji nowojorskiej. 21 marca 1929 r. decyzją papieża Piusa XI Bahamy zostały z niej wyodrębnione jako samodzielna prefektura apostolska, która została przekształcona w 1941 r. w wikariat apostolski.
5 lipca 1960 r. wikariat apostolski Bahamów został przekształcony przez papieża Jana XXIII w pełnoprawną diecezję, podległą bezpośrednio Stolicy Apostolskiej. 22 czerwca 1999 r. papież Jan Paweł II podniósł ją do rangi archidiecezji i metropolii.

## Biskupi
- Ordynariusz: abp Patrick Pinder

## Główne świątynie
- Katedra św. Franciszka Ksawerego w Nassau